# 臼井升
臼井升（1910年12月18日—2025年5月21日）是日本的超級人瑞，她是一位居住在靜岡縣駿東郡的人物，她成為日本在世最年長者僅1日，打破最短的紀錄。

## 生平
她出生於靜岡縣駿東郡小山町，父母經營米店，是七個孩子的次女。她就讀於戶分縫學校（現為戶板女子短期大學），後來嫁給了經營建築公司的臼井茂夫，有五個兒子和一個女兒，截止2024年9月，他們共有10個孫子和11個曾孫。此外，在她的兄弟姐妹當中，也有很多人達到人瑞。
2025年5月20日，來自愛知縣的近藤峰去世之後，成為日本在世最年長者，隔天臼井升也跟著去世，之後由廣安美代子成為日本在世最年長者。